# Figuren aus Gingers Welt
Während der verschiedenen Episoden in Gingers Welt erscheinen eine Reihe von wiederkehrenden Charakteren. Prominente Charaktere sind hier aufgelistet.

## Familie Foutley

### Ginger Foutley
Deutsche Synchronstimme: Joey Cordevin; Englische Original-Synchronstimme: Melissa Disney

Ginger Foutley ist ein durchschnittliches 12-jähriges Mädchen, rothaarig (englisch: ginger haired) und der Protagonist in der Serie. Sie wurde nicht als „populär“ angesehen, bis die stereotypische „Schuleta“ beschloss, sich mit ihr anzufreunden. Durch Ginger kann Courtney sehen, wie die Welt außerhalb der populären Clique funktioniert. Wie auch immer, Courtneys „rechte Hand“, wird zunehmend neidisch auf Courtney und Gingers Beziehung, und stoppt vor nichts, um Ginger zu ihrer vorherigen Rolle als Geek zu verbannen. Abgesehen von Courtney, hat Ginger eine Gruppe von loyalen Freunden Dodie Bishop und Macie Lightfoot, wer sind fast immer bereit, sie zu unterstützen.
Zu Hause versucht Gingers Mutter Lois, eine Krankenschwester, Ginger Ratschläge für die meisten ihrer Situationen zu geben, aber da es Ginger oft zu peinlich ist, den Argumenten ihrer Mutter zuzuhören, lernt sie sehr oft von ihren eigenen Fehlern der ganzen Zeit.
Gingers jüngerer Bruder, Viertklässler Carl, versucht oft, Ginger als ein menschliches Versuchsobjekt für seine Experimente zu verwenden und verdrehte Schemata. Allerdings hat er das so oft probiert, dass Ginger normalerweise weiß, dass er etwas vorhat und weigert sich nachzugeben.
Am Anfang der Serie wusste Ginger nicht viel über ihren Vater, der kurz nach Carls Geburt die Familie verließ. In „Hallo Fremder!“ lud sie ihn zu ihrer Gedichtsvorlesung in der Schule ein. Obwohl er nicht auf die Einladung geantwortet hatte, war Ginger überzeugt, dass er trotzdem kommen würde, und so war sie am Boden zerstört, als er es dann nicht tat. In Wildes Weihnachten (dessen englischer Originaltitel An „Even-Steven“ Feiertags-Special sich darauf bezieht, dass Ginger zwischen Weihnachten und Chanukka gleichzeitig reißt, nachdem sie erfahren hat, dass sie eine Viertel-Jüdin ist), kehrt Jonas kurz zur Familie zurück, nachdem er Carl auf der Straße gesehen hat. Obwohl er nie offiziell in die Familie zurückgekehrt war, wurde Jonas mehr zu einer Installation in der Serie und erschien in verschiedenen Abständen, um Ginger väterlich Ratschläge zu geben.
Ginger wird als akademisch ausgezeichnet dargestellt. Sie ist ein selbstbeschriebener „Science-Geek“ und schleimt sich häufig bei ihrem Chemielehrer, Mr. Celia ein. Ginger ist eine sehr talentierte Schriftstellerin, besonders begabt im Schreiben von Poesie. In Hallo Fremder wird gezeigt, dass sie gut Poesie rezitieren kann. In Schöne Chemie (englischer Originaltitel: The „A“ Ticket) wurden sie und ihr Schwarm, Ian Richton, als Laborpartner gepaart, aber er nutzt sie nur aus, um ein A (eine 1) zu bekommen, so dass er in der Fußballmannschaft bleiben konnte, sehr zu Ginger's Ärger. Ginger ist eine Favoritin ihrer Englischlehrerin, Mrs. Zorski, aufgrund ihres schriftstellerischen Talents. Ginger schrieb einmal ein Gedicht mit dem Titel „And Then She Was Gone“ (in der Folge „Das Zauberpulver“) an Miss Zorskis Sorge, die daraufhin Ginger zum Schulpsychologen schickte. Ihr Talent zum Schreiben wird in der Reihe weiter ausgeführt, indem im Serienfinale gezeigt wird, dass Ginger eine erfolgreiche Autorin im späteren Leben geworden ist.
Gingers Liebesleben war im Verlauf der Serie ziemlich katastrophal. Anfangs war sie in Ian Richton verknallt, was vermutlich dann endete, als sie erkannte, dass er sie nur benutzte, um ein A in naturwissenschaftlichen Fächern zu bekommen zu bekommen. Eine andere bemerkenswerte Beziehung, die Ginger hatte, ist mit Sasha, einem Jungen, den sie im Camp Caprice traf. Sie verließ das Sommercamp mit Sasha unter guten Bedingungen, aber als sie ihn in Gingers Solo an seiner Schule besuchte, sagte er ihr, dass er eine Freundin hat. Ihre Beziehung zu ihrem guten Freund und Nachbarn Darren Patterson war unglaublich turbulent und veränderte sich während der Serie stark. Nachdem Miranda in Er liebt mich, er liebt mich nicht (Original-Titel: „Dare I, Darren?“) andeutet, dass sie (Ginger und Darren) ein gutes Paar ergeben würden, begann Ginger, Darren in einem romantischen Licht zu betrachten. Später, in der Episode Never Can Say Goodbye, entwickelt sie eine körperliche Anziehung zu Darren, nachdem er seine Zahnspange entfernt bekommen hat. Trotz der Versuche, diese neu gefundenen Gefühle zu leugnen, wird Ginger unglaublich eifersüchtig, als Darren und Miranda beginnen, miteinander zu Daten. Schließlich werden Ginger und Darren in Foutleys On Ice (Teil 3) zu einem offiziellen Paar. Als sie die Highschool erreichen, interessiert sich Darren bald für eine Cheerleaderin namens Simone. Darren betrügt Ginger und lässt sie mit gebrochenem Herzen zurück. Sie entwickelt dann eine akute Appendizitis und muss ins Krankenhaus gehen. Sie findet Trost in einem neuen Freund, Orion. Sie und Orion haben nie eine offizielle Beziehung, sondern eher eine flirtende Freundschaft. Im Serienfinale Das größte Glück auf Erden (Teil 3) macht Ginger den Sprung und wird mit Orion bei der Hochzeit ihrer Mutter gezeigt.
Am Ende der Episode, wenn Gingers Zukunft gezeigt wird, trägt sie nicht nur eine Ehering (oder vielleicht bloß einen Verlobungsring), sondern es wird auch Darren gezeigt, der ein Baby im Arm hält, das Ginger sehr ähnelt.

### Carl Foutley
Deutsche Synchronstimme: Anja Topf; englische Originalsynchronstimme: Jeannie Elias

Carl Foutley ist Gingers jüngerer Bruder. In der ersten Staffel ist er 9 Jahre alt – und somit drei Jahre jünger als Ginger – und besucht die vierte Klasse. Er und sein Sidekick, „Hoodsey“ Bishop, denken sich Pläne aus und führen diese und ihre Experimente in einer verlassenen Hundehütte im Hinterhof der Foutleys durch. Die Hundehütte gehörte einst dem Foutleys-Hund Monster, der schon viele Jahre vor Beginn der Serie weggelaufen war. Im Serienfinale kehrt Monster zu den Foutleys zurück. Wegen seiner einzigartigen, aber dennoch verstörenden Persönlichkeit, verhält sich seine Familie manchmal so, als ob sie ihn nicht mag, und kritisiert ihn oft.
Courtney Griplings jüngerer Bruder, Blake, ist oft der Empfänger von Carls schlechtem Humor, aufgrund des wiederholten Diebstahls eines versteinerten Augapfels, der ursprünglich Carl gehörte. Blake sieht man normalerweise auf Carls guter Seite, aber Carl lehnt seine Annäherungsversuche ab und nutzt jede Gelegenheit, Blake zu demütigen.

Carls Schlagwort ist „geheim“. Er ist unglaublich verschwiegen über seine Pläne und offenbart so wenig wie möglich über sie für jeden, der sich erkundigen kann, auch wenn er Hilfe von außen benötigt, um die notwendigen Materialien zu beschaffen, darunter das Fangen eines Nacktmulls (Episode: Arme kleine Macie), sich in einen Wolf verwandeln (Episode: Eine haarige Angelegenheit) und versuchen, für 16 Stunden auf einem Skilift (Episode: Verkuppeln für Anfänger) zu bleiben.
Trotz seiner Liebe zu den groben und ungewöhnlichen Dingen, hat Carl auch ein großes Herz, wie mehrmals gezeigt: Er hielt eine wunderschöne Lobrede auf Maudes Beerdigung („Carl & Maude“) und weinte sogar öffentlich, nachdem er von Mrs. Gordons unpassenden Stunden erfahren hatte, nachdem er versucht hatte, sie zur Rückkehr zu bewegen. In „Die coole Party“ wurde bekannt, dass Carl ein großartiger Koch ist. Joann Bishop (Dodie und Hoodseys Mutter) mag Carl nicht und spricht oft sehr schlecht von ihm, trotz seiner üblichen Versuche, nett zu ihr zu sein.
Carls einzige wahre Liebe ist Noelle Sussman. Ursprünglich wurde Noelle von Carl als ein Niemand betrachtet, auf dem er sein „verschwindendes Pulver“ testen konnte, da er das Gefühl hatte, dass sie entbehrlich war und nicht übersehen werden sollte. Als er jedoch den Fortschritt seiner Experimente studiert, erkennt er, was für ein wirklich seltsames Mädchen Noelle ist und dass er sie vermisst, was die beiden dazu führt, eine Beziehung in Das Zauberpulver zu entwickeln.
Das Finale der Serie zeigt, wie Carl und Hoodsey zu beliebten TV-Reportern wurden. Sie sind auch in der Gruppe bei einer späteren Lesung von Gingers neuestem Buch.

### Lois Foutley
Deutsche Synchronstimme: Isabella Grothe; Englische Original-Synchronstimme: Laraine Newman

Lois „Lola“ Foutley ist Gingers und Carls Mutter. Sie ist angeblich 31 Jahre alt, aber das ist wahrscheinlich eine Lüge, und wahrscheinlicher ist sie wie Dodies und Courtneys Mütter fast 40 Jahre alt. Sie scheint Sellerie in den späteren Episoden zu mögen, und kann oft gesehen werden, wegzuschnüffeln. Obwohl sie eine liebevolle Mutter für Ginger und Carl ist, ist sie auch eine strikte Disziplinarin und zögert nicht, ihren Fuß zu setzen, wenn sie es für notwendig hält. Zum Beispiel kreieren Ginger, Dodie und Macie in Kiss und Make-up ihr eigenes Make-up mit Buntstiften, Pudding und anderen Haushaltszutaten. Lois wird wütend auf diesen eklatanten Trotz, denn sie hatte Ginger bereits gesagt, dass sie zu jung sei, um Make-up zu tragen, und begründete Ginger „endlos“, ohne ihre Argumentation zu hören. Mit Carl scheint Lois jedoch eine Philosophie „nicht fragen, nicht erzählen“ angenommen zu haben. In Episode 23 wird enthüllt, dass Lois eine seltsame Angst vor Buchhaltern hat (obwohl sie im Vorbeigehen erwähnt wurde und nie wieder aufgemischt wurde). In der gleichen Episode hört man, wie sie ihren Wunsch nach dem Tod aller Zwergelefanten murmelt. Obwohl es unter Fans diskutiert werden kann, verlassen viele Fans die Episode, um sie das Gehörte noch einmal zu überprüfen. Sie fährt einen alten blauen VW Käfer, der in der Episode Freitag, der 13 einen Motorschaden hat.
Vor Beginn der Serie war Lois mit Jonas Foutley verheiratet, der sie kurz nach Carls Geburt verließ. Lois’ Liebesleben blieb bis zu Der Mann im Haus im Dunkeln, als sie und Buzz (der Klempner, der das Problem der Foutleys in Freitag der 13. löste) eine kokette Beziehung entwickelten, die später dazu führte, dass Buzz und seine drei Söhne in das Haus der Foutleys zogen ein Ärgernis werden, indem man alles „in die Hand eines Mannes“ gibt. Buzz benutzt fortwährend die Ausrede „Jungs bleiben Jungs“, um das Verhalten seiner Söhne ebenso zu rechtfertigen wie sein eigenes, doch das führt schließlich dazu, dass Lois mit ihm Schluss zu machen.
Eine Weile danach sah sie einen Kollegen aus dem Krankenhaus, Dr. David Dave. Er machte ihr in Joans zweiter Frühling einen Heiratsantrag und sie heirateten im Serienfinale Das größte Glück auf Erden. Lois und Dave werden zuletzt viele Jahre später bei einer Lesung von Gingers neuestem Buch gesehen.
Es ist erwähnenswert, dass Lois den Nachnamen von Jonas behielt, obwohl sie vermutlich etwa zehn Jahre lang geschieden waren (vorausgesetzt, Jonas ist gegangen, bevor Carl ein Jahr alt war und Carl in der vierten Klasse ist, was ihn neun oder zehn Jahre alt machen würde) am Anfang der Serie.

### Jonas Foutley
Englische Original-Synchronstimme: Tom Virtue

Jonas Foutley ist Ginger und Carls biologischer Vater, der sie und Lois irgendwann nach Carls Geburt verließ. Ginger hatte nie irgendwelche zärtlichen oder auch klaren Erinnerungen an ihren Vater, und alle Fotos von ihm, die in ihrem Besitz sind, sind von seinen Füßen.
In der Folge Hallo, Fremder ist Jonas 34 Jahre alt und lebt in einem Apartment. Obwohl er Gingers Anruf nie erwidert, überzeugt sie sich, dass er bei ihrer Lesung auftauchen wird. Lois jedoch glaubt zu Recht, dass er nicht erscheinen wird. Lois arbeitet zur Zeit von Gingers Auftritt und hat Sonnenblumen mit einer Karte, die mit „Dad“ signiert ist, zur Schule geschickt, aber Ginger erkennt, dass Lois die Blumen geschickt hat und ihr Vater sie im Stich ließ.
In der Folge Wildes Weihnachten tritt Jonas als Weihnachtsmann auf, der an der Straßenecke steht und Geld sammelt, und zufällig Carl und Hoodsey dazustoßen. Hoodsey glaubt, dass Jonas wirklich der Weihnachtsmann ist und vertraut ihm an, dass Carl nicht an den Weihnachtsmann glaubt, weil der Weihnachtsmann ihm nie seinen einzigen Wunsch gewährt hat (seinen Vater zu Weihnachten zu Hause zu haben). Nachdem er dies gehört hat, beschließt Jonas, den Foutleys einen Besuch abzustatten, was seine Beziehung zu seinen Kindern etwas verbessert.
Obwohl Jonas nie wirklich zu einer festen Größe in der Familie wird, scheint er manchmal väterlichen Rat an Ginger zu geben und sie über die Großfamilie zu unterrichten, von der sie abstammt. Carl ist jedoch immer noch verbittert gegenüber seinem Vater, weil er ihn verlassen hat und beschränkt seinen Kontakt mit ihm.
Jonas wird als Tierliebhaber beschrieben und hat einen Hund namens Ben.

### Dr. David Dave
Englische Original-Synchronstimme: David Jeremiah 

Dr. David Dave ist 39 Jahre alt. Obwohl er kein offizieller Foutley war, heirateten Dr. Dave und Lois im Serienfinale. Er hatte seit Beginn der Serie sehr eng mit Lois im Krankenhaus zusammengearbeitet. Im Laufe der Serie gab es zahlreiche Hinweise darauf, dass er in Lois verknallt war. Er machte ihr in Joans zweiter Frühling dann den Heiratsantrag. Seine Mutter, 60 Jahre alt, billigt ihre Beziehung nicht und stellte in Das größte Glück auf Erden jemanden ein, um die Hochzeit Daves und Lois’ zu sabotieren, jedoch wurde derjenige gestoppt und die Hochzeit konnte wie geplant ablaufen. Er und Lois werden zuletzt Jahre später beim Lesen des neuesten Buches seiner Stieftochter Ginger gezeigt.

## Familie Bishop

### Dodie Bishop
Deutsche Synchronstimme: Tanja Dohse; Englische Original-Synchronstimme: Aspen Miller

Deirdre Hortense „Dodie“ Bishop, 12 Jahre alt, zusammen mit Macie Lightfoot bildet sie Gingers inneren Freundeskreis. Dodie ist bekannt für ihren großen Mund und ihre Liebe zum Klatsch. Sie sieht Ginger oft bei den neuesten Ereignissen mit der beliebten Gruppe oder in der modernen Romanze. Sie scheint sehr bedürftig zu sein und will nichts weiter als populär zu sein und oft skrupellose Dinge zu tun, um einen hohen sozialen Status zu erreichen. Zum Beispiel in der Episode „Schummeln gilt nicht!“, täuscht sie ein gebrochenes Bein vor, um eine begehrte Stelle in der Cheerleading-Truppe zu gewinnen, aber ihre List wurde von Ginger und Macie aufgedeckt. Normalerweise jedoch, wenn sie glaubt, dass sie kurz davor steht, populär zu werden, wird sie etwas korrupt und unehrlich und endet immer dort, wo sie angefangen hat. Obwohl es für sie schwierig ist zu erkennen, wann ihre Tricks für Popularität, Akzeptanz und manchmal Manipulation zu weit gegangen sind, wird sie alles tun, um sich zu entschuldigen und den Schaden zu reparieren, sobald sie merkt, was sie getan hat. Es wird auch bemerkt, dass, während sie gelegentlich der Verlockung erliegt, allein populär zu sein, sie normalerweise ihre besten Freunde in ihren Schemas eingeschlossen wünscht: Sie ist im Kern ein loyaler Freund, und wird sich normalerweise davon abhalten, Ginger und Macie zu schaden. Zu Beginn der Serie bezeichnete sie Courtney Gripling als „Potie“ und erkannte ihre Existenz kaum an. Als Courtney jedoch näher zu Ginger kommt, nähert sie sich auch Dodie.
In Von Läusen & Freunden wird Dodie Schulsprecherin. Besorgt über die Dumpfheit der Ankündigungen beginnt Dodie, die Schulinformationen mit interessanten Gerüchten zu durchdringen. Dies macht die morgendlichen Ankündigungen zu einem mit Spannung erwarteten Ereignis und macht sie auch zur Rede von beliebten Kindern, da sie irgendwie Dinge weiß, die sogar nicht wissen, dass die Figuren aus Gingers Welt (Miranda Killgallen) bekannt sind. Unter Druck, um ihre Ankündigungen interessant zu halten und keine Neuigkeiten mehr zu bekommen, findet Dodie die Liste der Kinder, die Läuse haben, und beschließt, sie über den Lautsprecher zu lesen, als sie den Namen auflistet es. Ginger schafft es, sie aufzuhalten, bevor sie zu Courtneys Namen kommt, und während sie kurz auf ihre Freundin wütend ist, versteht Dodie bald, dass sie sich von der Popularität mitreißen lässt und zurücktritt.
Sie ist die Tochter von Joann und David Charles Bishop; Joann scheint die Quelle von Dodies skrupelloser und hinterlistiger Natur zu sein, als Robert  seiner Tochter erklärte, dass Joann als Teenager genauso wie Dodie war: verzweifelt nach Popularität, aber immer knapp dahinter gelandet. Sie ist jedoch weit weniger wertend und kontrollfanatischier als ihre Mutter, vielleicht dank des Einflusses ihres milden, schüchternen Vaters und seiner schärferen Wahrnehmung des Wortes.
Dodie ist ihren besten Freunden sehr nahe und kann sehr stark reagieren, wenn sie glaubt, dass sie ihren Platz in ihrem Herzen an jemand anderen verlieren könnte. Sie hat sogar der ansonsten idolized Courtney Gripling nachgegeben, eifersüchtig geworden, als sie Ginger einlädt, an sozialen Ereignissen wie Geburtstagsfeiern oder Schlafparty teilzunehmen, oder wenn sie glaubt, dass Ginger näher an Courtney ist als sie ist sie, als wenn sie gesehen werden, während einer Feuerübung scheinbar Geheimnisse zu teilen (obwohl in diesem Fall ihre Ängste von Miranda aktiv geschürt werden). Diese Eifersucht erhob sich auch, als Darren und Ginger zum ersten Mal ein Paar wurden und sich etwas in sich aufnahmen, was sie und Macie dazu brachte, sie zu trennen. Als der Plan entdeckt wurde und Ginger für eine Weile aufhörte mit ihnen zu sprechen, war Dodie von Schuldgefühlen erfüllt und hörte sich in Gingers Anrufbeantworter entschuldigen.
Als sie die Highschool betritt, versucht Dodie Cheerleader zu werden, wird aber in die Position des Gerätemanagers versetzt. Sie reift heran und wird vorsichtiger in ihrer Herangehensweise an soziale Situationen und Klatsch: Als sie Wind davon bekommt, dass sich Darren, der Freund ihrer Freundin, sich nun eher zu Cheerleader Simone hingezogen fühlt, schreibt sie ihm einen längeren Brief, in dem sie ihm sagt, dass sie nicht mit den Informationen zu Ginger rennen wird, jedoch rät sie ihm, sich so gut wie möglich um die Situation zu kümmern, bevor jemand verletzt wird.
Am Ende des Serienfinales wird Dodie gezeigt, wie sie ihren Freund Chet Zipper heiratet, mit dem sie eine kleine Tochter hat.

### Robert Joseph 'Hoodsey' Bishop
Deutsche Synchronstimme: Oliver Böttcher; Englische Original-Synchronstimme: Tress MacNeille

Robert Joseph Bishop, genannt Hoodsey, ist Dodies jüngerer Bruder, 9 Jahre alt und Carl Foutleys bester Freund und Sidekick. Er ist extrem gutgläubig und glaubt alles, was man ihm erzählt. Normalerweise hat er keine zusätzlichen Ideen für Carls Verschwörungen, aber er ist normalerweise mehr als glücklich, wenn es darum geht, Carl zu helfen. Er wird „Hoodsey“ genannt, weil er nie etwas anderes trägt als ein lila Kapuzensweatshirt (engl. purple hooded sweatshirt), und sein Schrank ist randvoll davon.
Hoodsey ist ein kompletter Mutterjunge und wiederholt immer Dinge, die seine Mutter ihm erzählt. Er benutzt gewöhnlich den Rat seiner Mutter, um Carl von dessen Intrigen abzubringen, was normalerweise vergebens geschieht.
Im Serienfinale wird Hoodsey zusammen mit Carl, als populäre TV Reporter gezeigt und sie sind auch beide in der Gruppe bei einer späteren Lesung von Gingers neuestem Buch. Er wird ebenso mit einem Ehering an seinem Finger gezeigt.

### Joann Bishop
Englische Original-Synchronstimme: Susan Krebs

Joann Bishop ist Dodies und Hoodseys Mutter und eine sehr reizbare Frau. Sie scheint gegenüber Hoodsey's Freundschaft mit Carl Foutley zutiefst kritisch und missbilligend zu sein, und scheint Lois Foutley auch nur so zu tolerieren, wie Lois es auch tut, dennoch hat sie kein offensichtliches Problem mit Dodies und Gingers Freundschaft.
Sehr zu Dodies Entsetzen bekommt Joann in Dodies Schule in der Folge Joans zweiter Frühling einen Job als Ersatzlehrer. Dies scheint jedoch ein Versuch zu sein, ihre Jugend neu zu erfinden, da sie ihr Bestes tut, um Courtneys Gruppe dazu zu bringen, sie zu akzeptieren, indem sie pathetisch veraltete und übertriebene jugendliche Manieren annimmt und sich selbst das Alter Ego „Josie“ gibt. Dodie geht zunächst davon aus, dass Joann in ihrer Jugend wie Courtney war, aber später findet sie heraus, dass Joann in der Middle School so ziemlich wie Dodie selbst war: bedürftig, unehrlich und verzweifelt populär zu sein. Joanns Bild im Jahrbuch ihrer Middle School liest „Missed Popularity“, während ihre Klassenkameradin, die wahre Josie MacDonald, zur „Miss Popularity“ gewählt wurde. Laut ihrem Ehemann wandte sich Joann auch an betrügerische Taktiken, um Popularität zu erreichen; eine Eigenschaft, die sie anscheinend an ihre Tochter weitergegeben hat. Joann zeigte später Reue für ihre Taten und ermutigte ihre Tochter, sich so zu akzeptieren, wie man ist, damit sie niemals ihre Unglücklichkeit findet. Joann wird als sehr neurotisch und als eine Art Kontrollfreak dargestellt. Sie besteht darauf, Dodie und Hoodsey mit ihren richtigen Namen zu nennen, und hasst es, mit „JoJo“ bezeichnet zu werden.

### Dave Bishop
Englische Original-Synchronstimme: John Astin (season 1) and Dan Castellaneta (Staffel 2–3)

David Charles „Dave“ Bishop ist Dodie und Hoodseys Vadder. Er scheint fast immer auf der Couch zu sein, obwohl eine wichtige Ursache (wie ein Tod in der Familie) ihn seine Aufmerksamkeit weckt. Er ist ruhiger als seine Frau und akzeptiert Carl mehr als Hoodseys Freund. Er ist ein liebevoller und zärtlicher Vater und macht sich große Sorgen um das Glück seiner Kinder. In der Folge Joans zweiter Frühling forderte er seine Kinder auf, sich selbst zu akzeptieren, aus Angst, sie würden sonst so unglücklich werden, wie einst ihre Mutter, die ihre ganze Jugend damit verbracht hat, Menschen dazu zu bringen, sie zu mögen, doch jedes Mal endete das im Nichts. Er und Hoodsey sehen den Wetterkanal zusammen und er ist ein Fan von Spielshows. Er hat eine gewisse Ähnlichkeit mit Hoodsey und sieht fast wie eine ältere und dickere Version Hoodseys mit Brille aus.

## Familie Lightfoot

### Macie Lightfoot
Deutsche Synchronstimme: Eva Michaelis; Englische Original-Synchronstimme: Jackie Harris

Macie ist Gingers andere beste Freundin und 12 Jahre alt. Macie ist ständig in Panik, weil sie auf alles allergisch reagiert und sich Ängste ändern. Sie wird als der größte „Geek“ der Gruppe dargestellt und ist sehr kenntnisreich. Sie ist unglaublich kindisch, wahrscheinlich weil ihre Eltern nicht da sind, um ihr durch die verschiedenen Phasen der Pubertät zu helfen. Es wird angedeutet, dass sie sehr aufmerksam auf sie waren, als sie jünger war. Sie besitzt auch eine ganze Reihe von Kenntnissen über eine große Variation von Themen. Macie ist halb asiatisch/halb Kaukasier; ihre Mutter ist Asiatin und ihr Vater ist Kaukasier.
In der Folge Das kleine Robbenmädchen einigen sich Macie, Dodie und Ginger auf einen Sketch, der dem kleinen Robbenmädchen, ihrer Heldin aus der Kindheit gewidmet ist, für die Schul-Talentshow. Sie wollen es zusammen, gemäß ihrer Besten-Freundinn-Tradition (BFT) machen. Doch als Dodie und Ginger aussteigen, weil Miranda und Courtney ihren Sketch als Jugendliche verspottet haben, geht Macie solo und erklärt, dass ihre Freunde sie und das Robbenmädchen, mit dem sie ihr ganzes Leben verbracht haben, verraten. Trotz der Skepsis von allen und mehr als nur ein paar Dinge, die während des Sketches schiefgehen (wie die Tonbandaufnahme, zu der sie sich bewegte, in der Mitte ihres Abspielens mit Bandsalat aus dem Wiedergabegerät sprang), gewinnt Macie dank Improvisation schließlich die Talentshow. Dodie und Ginger gratulieren ihr nach der Show und das Trio ist wieder versöhnt.
In der Folge Arme kleine Macie wird Macie von ihren Eltern enttäuscht, weil diese ihren dreizehnten Geburtstag vergessen haben. Mit Schuldgefühlen gekauft, kaufen sie ihr eine Schaukelgarnitur: Sie waren so lange in Macies Leben abwesend, dass sie ihr tatsächliches Alter und das, was für sie angemessen ist, nicht bemerken. Sie fangen an, Macie auf diese Art und Weise einzuholen, sie in Parks, Kinderrestaurants zu bringen und sie im Allgemeinen wie eine Sechsjährige zu behandeln, zu Gingers Entsetzen und Macies Freude. Dies wird zu einem Streitpunkt zwischen den beiden Freunden, wobei sich Ginger Sorgen macht, dass Macie sich in der Farce verlieren könnte und Macie begierig darauf ist, wieder die Aufmerksamkeit ihrer Eltern zu genießen, was Macie dazu bringt, die gut gemeinte Einmischung ihrer Freundin offen zu verwerfen. Trotz Gingers Ängsten hat Macie die ganze Zeit die Realität fest im Griff, und nachdem sie kommentiert hat, dass ihre Kindheit wieder groß geworden ist, versichert sie ihren Freunden, dass sie ihren Eltern erzählen wird, dass sie dreizehn ist.
Macie kannte Dodie bereits, als sie beide Ginger in der zweiten Klasse trafen, und am Anfang der Junior High, es scheint, dass Macie glücklich gewesen wäre, Dinge so zu behalten, wie sie waren, nicht zu eifrig zu sein, erwachsen zu werden. Ihr Geburtstag ist der 22. April.
Sie ist zuletzt im Finale der Serie als Teil der Gruppe bei Gingers Buchlesung zu sehen.

### Bobby and Bobbie Lightfoot
Englische Original-Synchronstimmen: Michael McKean (Bobby) und Mary Gross (Bobbie)

Macies Vater heißt Bobby Lightfoot, Ph.D, und ihre Mutter heißt Bobbie Lightfoot, Ph.D. Beide sind Psychologen und ein Porträt stereotypischer Neuzeit-Eltern. Bobbie ist Asiatin und Bobby ist Kaukasier.

## Familie Patterson

### Darren Patterson
Englische Original-Synchronstimme: Kenny Blank

Gingers langjähriger Freund und Nachbar Darren Patterson ist 13 Jahre alt und ein weiteres Mitglied von Gingers engstem Freundeskreis. Er ist ruhig, zuverlässig und bodenständig. Obwohl er nicht wirklich ein Geek/Außenseiter ist, war Darrens schwerfällige Orthodontie eine ernste Belastung für seine Popularität. Sein anderes Hauptproblem ist, dass sein Bruder Will und sein Vater, die beide laut, zäh und sportlich sind, denken, dass er eine viel zu weiche Art hat. All dies änderte sich jedoch, als er seine Zahnspange entfernt bekommt, und sofort attraktiv und beliebt wurde.
Er traf sich kurz mit Miranda Killgallen und dachte irgendwann, dass Courtney an ihm interessiert war. Beide Male brachte er Ginger in eine unangenehme Position. Er erklärt seine Liebe zu Ginger, als sie in „Familie Foutley on Ice“ weg fährt, nach dem sie ein Paar wurden. Nachdem ihre Beziehung einige Schwierigkeiten hat, verlässt Darren Ginger für eine ältere Cheerleader namens Simone (die er hinter ihrem Rücken sah). Das tut Ginger so weh, dass sie beschließt, ihn komplett aus ihrem Leben zu streichen.
Im Finale der Serie gehen Darren und Simone immer noch miteinander aus, aber als er Ginger und Orion zusammen sieht, sieht er sichtlich aufgebracht und unbehaglich aus. Wie dem auch sei, ein Blick in die Zukunft zeigt, dass Ginger und Darren heiraten und ein Kind bekommen.

### Will Patterson
Englische Original-Synchronstimme: Guy Torry

Darrens älterer Bruder, 16 Jahre alt, High School Junior, lizenzierter Fahrer und Hauptquäler Will Patterson hat den umgekehrten Schulstatus wie sein Bruder. Er ist einer der beliebtesten Kinder an der High School. Er hat eine Gruppe von Mädchen, die ihm in der Schule folgen und ist der Fußballstar auf dem Feld. Er nimmt seine Rolle als älterer Bruder sehr ernst. In Courtney in Nöten wirft Macie eine Pool-Party für ihre fortgeschrittene Französisch-Klasse (von der Will ein Schüler ist). Als Will Darren sieht, holt er ihn hoch und wirft ihn in den Pool, auch nachdem Darren behauptet, er würde rosten (was seine Zahnspange betrifft). Auch in Die coole Party bringen Ginger, Dodie und Macie eine Party zum Einsturz, bei der Will die Limonaden tuckern wird. In „Die Neue“ bittet Ginger Will, zu einer Party zu kommen, die sie für das neue Mädchen wirft, aber er lehnt ab, bis er herausfindet, dass es in einem Leichenschauhaus ist. Gelegentlich bietet er Darren brüderlichen Rat an; Im Serienfinale, „Das größte Glück auf Erden“, gibt er Darren einen kleinen Ratschlag, wie er mit seiner verwüsteten Beziehung zu Ginger umgehen soll, aber er dreht das Gespräch schnell um, um sich selbst zu zentrieren.

### Mr. Patterson
Englische Original-Synchronstimme: Billy Brown

Darren und Wills Vater ist bekannt für seinen Kopf-Noogies. In „Hello Fremder“ gibt er Ginger einen Kopf-Noogie, um ihr zu ihrem Gedicht zu gratulieren. Er behauptet, dass sein Kopf Noogies für ihn arbeitete, als er versuchte, Verabredung mit Mrs. Patterson in „Foutley On Ice“ zu bekommen.

### Mrs. Patterson
Englische Original-Synchronstimme: Ja'net Dubois

Darren und Wills Mutter wird nur ein paar Mal in der ganzen Serie gezeigt. In Never can say Goodbye, schrie sie vor Freude, als sie ihren kleinen Jungen (Darren) ohne seine Zahnspange sah. In der Episode „Familie Foutley on Ice“ sieht man auch, wie Darren sich nach einer depressiven Phase erkundigt, als Ginger das Semester in der Avalanche Academy verbringt. Im Serienfinale schien sie mit ihren beiden Söhnen abgehakt zu sein, nachdem sie herausgefunden hatte, dass sie eine Einladung zur Hochzeit von Foutley erhalten sollte, tat dies aber nie. Das bedeutet, dass sie sich Darrens Untreue gegenüber Ginger überhaupt nicht bewusst war, jedoch kann Darren überraschend auf der Hochzeit gesehen werden.

## Familie Gripling

### Courtney Gripling
Englische Original-Synchronstimme: Liz Georges

Courtney Claire Gripling ist 12 Jahre alt. Sie ist das beliebteste Mädchen der Lucky Jr. High (obwohl sie einige Schwierigkeiten hat, in die High School zu passen). Courtney ist zwar nicht besonders schlau, aber nicht typisch blond: Sie nimmt einen fortgeschrittenen Sprachkurs, den Macie ebenfalls besucht, und ist sehr neugierig auf die Welt um sie herum, insbesondere auf die Welt außerhalb des Millionärs-Lebensstils ihrer Familie. Sie kennt sich auch in der Mode und im komplexen Verhaltenskodex aus, der notwendig ist, um in der Mittelschule populär zu werden und zu bleiben, obwohl in der ganzen Serie gezeigt wird, dass sogar Courtney manchmal daran scheitern kann. Sie kann gemein und oberflächlich sein und die Menschen nach ihrer Kleidung beurteilen (einmal bittet deswegen Ginger um Vergebung von ihr wegen eines besonders gut gewählten Outfits, das Ginger in der Schule trug) und unempfänglich für diejenigen sein, die weniger beliebt sind, aber sie kann auch fürsorglich sein wie aufmerksamer Freund. Courtney ist sehr naiv, weil sie behütet aufgewachsen ist, sich darüber Gedanken macht, wie ein Staubsauger funktioniert, was in normalen Sommercamps passiert und manchmal sogar, wie aufrichtig Pflege und Akzeptanz sind. Dies führt sie dazu, sich schnell an diejenigen zu binden, die eine ehrliche Zuneigung zu ihr zeigen. Courtney mochte Ginger schon früh in der Serie und wollte sehen, wie Ginger überleben würde, wenn sie in ein unter-allen Kindern-beliebt-Umfeld gebracht würde. Zu ihrer Überraschung konnte Ginger es schaffen, und die beiden wurden echte Freunde, und es ist für Ginger, dass Courtneys aufrichtige Zuneigung oft gerichtet wird. Sie fuhr vor allem zu Gingers Zuhause, um ihr zu danken, dass sie ihre Läuse-Infektion daran hinderte, öffentlich bekannt zu werden, reiste zu Avalanche Arts, um sie zu überzeugen, zurückzukehren, und warnte Ginger vor einem Plan, sie von ihrem Freund Darren zu trennen, obwohl einige ihrer eigenen schließen Freunde waren Teil des Plans.
In „Ein Heim für Courtney“ muss Courtneys Mutter im Krankenhaus bleiben, nachdem sie eine Infektion von einem Facelifting bekommen hat. Courtney verbringt dann mehr Zeit mit Gings Mutter Lois als vorübergehenden Ersatz. Es führt dazu, dass Courtney ein paar Nächte in Gingers Haus bleibt. Ginger wird schnell neidisch auf die natürliche Mutter-Tochter-Beziehung, die Courtney und Lois haben. In So ein Rummel auf dem Rummel! lud Ginger Darren zur County Fair ein, ohne ihre normalen Begleiter, Dodie und Macie, zu konsultieren. Dodie rächt sich dann, indem sie Courtney einlädt. Auf dem Rummel, muss Courtney, so wie Ginger es ausdrückte, „alles ausprobieren“, woraufhin sie sehr fasziniert ist, dass ein solcher Lebensstil existiert.
Courtneys wichtigstes Liebesinteresse während der ganzen Serie ist Darrens älterer Bruder Will, obwohl letzterer normalerweise entweder unwissend oder desinteressiert ist. Courtneys Gründe, eine öffentliche Schule zu besuchen, bleiben ungeklärt. Ihr jüngerer Bruder, Blake, besucht auch eine öffentliche Schule. Es könnte sein, dass, ähnlich dem Charakter Veronica Lodge von den Archie Comics, dass ihr Vater sie in öffentlichen Schulen eingeschrieben hat, um zu vermeiden, dass sie verwöhnt werden – ohne irgendeinen Erfolg. Courtney bezeichnet Macie manchmal als „Stacey“ oder „Kacey“ und Dodie als „Potie“. Als Mädchen in Courtneys engstem Kreis wurden (nicht alle auf einmal) Ginger, Miranda, Mipsy, Missy, Mindy, Traci, Stacey, Kacie, Donna, Diva, Dinah, Heather, Lonnie und Hope eingeschlossen. Diese Mitglieder ändern sich: Sie wurden hinzugefügt und schieden im Laufe der Serie auch aus (mit Ausnahme von Miranda, Mipsy und Ginger).

### Blake Gripling
Deutsche Synchronstimme: Sylvie Nogler; Englische Original-Synchronstimme: Tara Strong (Pilotfilm); Kath Soucie (Serie)

Blake Sofia Gripling ist Courtneys jüngerer Bruder. Er ist der jüngste der Hauptdarsteller und anfangs 7 Jahren alt, jedoch auch Carls und Hoodseys Klassenkamerad, weil er aufgrund seines Intellekts ein paar Klassen übersprungen hat. Er ist verwöhnt, hinterhältig, während er ein Gentleman ist; und obwohl er immer im Widerspruch zu Carl steht, möchte er sein bester Freund sein. Aber als Carl ihn von Zeit zu Zeit ablehnt (während er versucht, ihn dabei zu demütigen), versucht Blake, den jüngsten Foutley zu besiegen, wann immer er kann. Blake hat eine Abneigung gegen Hoodsey (den er manchmal als „Woodsey“ bezeichnet) und kommt mit seiner Schwester Courtney nicht besonders gut aus. Winston, der Butler der Griplings, ist eine Art Vaterfigur für Blake und oft in seine Pläne involviert. Er wurde Blake als Teil einer Familientradition genannt, so dass seine Initialen „B.G.“ in Übereinstimmung mit den Initialen auf seiner Babydecke, einem Familienerbstück, stehen würden.

### Claire Gripling
Englische Original-Synchronstimme: Candi Milo

Claire Gripling ist Courtney und Blakes Mutter, die an ihre Kinder glaubt. Es ist aufgedeckt worden, dass sie und Courtney einen Ausflug nach Paris jeden Frühling machen, um die neue Mode zu sehen. Dennoch muss Claire eine Menge lernen, um ein guter Mensch zu sein. In Ärger im Freundinnen-Land willigt Claire ein, Hoodsey als Straßenjungen posieren zu lassen, damit sie die Wahl zum Vorstandsmitglied des Country Clubs gewinnen kann. In Ein Heim für Courtney, Claire geht nach einem schlechten Facelifting ins Krankenhaus.

### Prescott Gripling
Englische Original-Synchronstimme: Sam McMurray

Ginger lernt in Freitag, der 13.Prescott Gripling, Courtney and Blakes Vater kennen, weil sie dort kein Abendessen verpasst, dass nicht startet, ohne dass er am Lautsprecher seines Telefons, während alle anderen essen. In Das größte Glück auf Erden wurde gezeigt, dass er wegen Insiderhandel festgenommen wurde. Um für alle Verbrechen und allen anderen Strafen gegen ihn zu büßen, wird ihm sein gesamtes Familienvermögen entzogen.

### Winston
Englische Original-Synchronstimme: John Kassir

Winston ist der treue Butler Der Griplings und Sidekick zu Blake. Winston ist für Courtney und Blake eher eine väterliche Figur als Prescott es jemals war. Er hat nie geheiratet und hat keine Kinder und sieht die Griplings als seine Ersatzfamilie und nicht nur als seine Arbeitgeber. Er ist oft in Blakes neueste Pläne involviert, um Carl Foutley zu ruinieren.

## Familie Killgallen

### Miranda Killgallen
Deutsche Synchronstimme: Anne Moll; !--->Englische Original-Synchronstimme: Cree Summer

Miranda Killgallen ist Courtneys „rechte Hand“ und möglicherweise das schmutzigste Mädchen in der Schule und dient als Gingers Hauptgegner in der Serie. Mirandas Abneigung gegen Ginger beruht nicht nur auf völlig unterschiedlichen Persönlichkeiten, sondern vor allem auf ihrer Angst, dass „Foutley“ sie als Courtneys besten Freund ersetzen könnte. Obendrein haben sowohl Miranda als auch Ginger ein romantisches Interesse an Ian Richton. Miranda hat Ginger mit allen möglichen Mitteln vereitelt, einschließlich Manipulation (Er liebt mich, er liebt mich nicht!), Erpressung (Eine haarige Angelegenheit), falsche Anschuldigungen (Die Hexenjagd, Das Geburtstagsgeschenk), Backstabbing (Ein böses Spiel) und Bestechung (Familie Foutley on Ice). Sie hat jeden Versuch versagt, Ginger schlecht aussehen zu lassen, und sogar ihre Popularität ein paar Mal erhöht. Manchmal wird sogar „hartes Mädchen“ Miranda gezeigt, ihre schwachen Seiten zu haben.
Bei mehr als einer Gelegenheit zeigt sich, dass sie eine schwierige Beziehung zu ihren strengen Eltern hat und dass sie nur wenige wirkliche Freunde hat. Als Ginger davon erfährt, tut sie ihr leid. In Ärger im Freundinnen-Land ist Miranda ohne Freunde gelassen, als sie und Courtney vorübergehend verfallen; Macie erklärt, dass es daran liegt, dass niemand sie mag. Miranda wird auch gezeigt, dass sie kein guter Freund von Courtney ist, als, als Courtney kurz ihre Popularität zu Hope Rogers verlor, Miranda keine Zeit verschwendet, Courtney aufzugeben, um sich der Clique von Hope anzuschließen. Abgesehen von ihrer Boshaftigkeit sind Mirandas Markenzeichen ihre scharfen, sarkastischen Kommentare.
Miranda ist teilweise von afroamerikanischer Herkunft, aber in der ursprünglichen Version des Pilotfilms würde Miranda ein komplett weißes Mädchen mit brünetten Haaren sein.

### Officer Killgallen
Englische Original-Synchronstimme: Richard McGonagle

Mirandas Vater ist ein Police Officer. Miranda nutzte dies zu ihrem Vorteil aus, als sie in Das Geburtstagsgeschenk Ginger überzeugte, das Eingangsschild einer Bank zu klauen, um es dann Courtney als Geschenk zu geben, und dann ihren Vater anrief, um den Raub zu melden. In Ferien im Camp Caprice betreibt er ein Militärlager, wo Miranda und Darren Schüler sind.

### Mrs. Killgallen
Es war nie klar, ob Mirandas Mutter noch lebt oder gegenwärtig (wenn überhaupt) mit ihrem Vater verheiratet ist, da sie nie gezeigt oder sogar erwähnt wurde. Als Macie Miranda fragt, ob sie jemals etwas Nettes zu ihrer Mutter und ihrem Vater gesagt hat (in Ärger im Freundinnen-Land), handelt Miranda nicht überrascht von der Frage. Miranda bezieht sich auch auf ihre Eltern in Solo für Ginger, daher kann angenommen werden, dass Mirandas Mutter lebt und wohlauf ist.

## Familie Higsby

### Brandon Higsby and Mr. Licorice
Deutsche Synchronstimme: Verena Herkewitz; Englische Original-Synchronstimmen: Grey DeLisle (Brandon) und Dee Bradley Baker (Mr. Licorice)

Brandon Higsby ist ein nerviger Klassenkamerad von Carl. Er ist extrem hyperaktiv, ein ständiger Hacker und betrachtet Carl und Hoodsey als seine engsten Freunde. In Wirklichkeit hat er keine Freunde, aber seine Eltern denken, dass er beliebt ist. Sein einziger wahrer Freund scheint Mr. Licorice zu sein, sein Haustier, ein Äffchen und zugleich Handgabe seines älteren Bruders Stuart. Mr. Licorice scheint Brandon jedoch nicht besonders zu mögen.

### Stuart Higsby
Englische Original-Synchronstimme: Chris Marquette

Stuart Hedsby ist der Retter aller vergesslichen und faulen Kinder bei Lucky Jr. High. Er führt ein Geschäft im Waschraum der Jungen, wo die Leute vorbereitete Buchberichte von ihm zu einem vernünftigen Preis kaufen können. An einem Punkt wurde Darren ein Kunde von ihm, als Ginger erpresst wurde, um Mirandas Bericht über Den Ruf der Wildnis in Ganz schön haarig zu schreiben. Er besitzt einen Affen namens Mr. Licorice, den er schließlich seinem kleinen Bruder Brandon gibt.

### Mr. and Mrs. Higsby
Englische Original-Synchronstimme: Dee Bradley Baker (Mr. Higsby) und Sally Struthers (Mrs. Higsby)

Mr. und Mrs. Higsby sind Brandon und Stuarts Eltern. Während Mrs. Higsby stets darauf achtet, dass Schuhe im Haus ausgezogen werden, die Füße vom Mobiliar genommen werden, und kleine Jungs nicht hyperaktiv werden, ist Mr. Higsby dafür verantwortlich, alles mit seiner zuverlässigen Videokamera aufzunehmen.

## Lehrer und Schulangestellte

### Rektor Milty
Englische Original-Synchronstimme: Jerry Houser

Schuldirektor Milty hat sich zwischen den Posten als Rektor der Lucky Elementary School und als Schulleiter der Lucky Jr. High hin und her bewegt. Er hat einen Hund namens Prinzesschen (im Original: The Dutchess), mit dem sich Carl und Hoodsey angefreundet haben, als sie sie in „Der Schwesternstreik“ trainierten.

### Ms. Zorski
Englische Original-Synchronstimme: Elizabeth Halpern

Ms Zorski ist Gingers Englischlehrerin. Sie ist inspiriert und unterstützt stets Gingers natürliches Schreib-Talent. In Das Zauberpulver ließ Ms Zorski Ginger wissen, dass sie das Gedicht liebte, das sie geschrieben hatte, bevor sie hinzufügte, dass es sie betreffe. Sie hat eine Cousine, die auch Ms Zorski heißt (im original gesprochen von Shawana Kemp) und an der High School unterrichtet. Ginger erfährt, dass die beiden völlig unterschiedliche Unterrichtsstile haben. Auch nachdem Ginger Jr. High absolviert hat, bleibt sie mit Frau Zorski in Kontakt.
- Emily Kapnek, die Schöpferin, baute den Charakter von Ms Zorski nach dem Vorbild eines ihrer eigenen Lehrer auf.

### Mrs. Gordon †
Englische Original-Synchronstimme: Kathleen Freeman

Carls Lehrerin, Elain Gordon, war nicht die geduldigste Frau. Sie hatte nie eine Toleranz für Carls Verhalten und schickte ihn oft auf den Flur. Sie war auch das Opfer von einigen von Carls Streiche. Einer war so schlecht, dass es sie in „Bye, bye Mrs. Gordon!“ in den Ruhestand trieb. Obwohl sie Carl versprochen hatte, dass sie zurückkommen würde, starb sie kurz darauf. Carl weinte tatsächlich am Ende der Episode, was darauf hindeutete, dass Mrs. Gordon die Lieblingslehrerin aller war. In Das Zauberpulver jedoch scheint es, dass Frau Gordon für kurze Zeit wieder zum Leben erweckt wurde (oder diese Episode wurde vor Bye, bye Mrs. Gordon! hergestellt).
- Die Folge Bye, bye, Miss Gordon wurde Kathleen Freeman gewidmet, die am 23. August 2001 im Alter von 82 an Lungenkrebs starb.

### Mr. Hepper
Englische Original-Synchronstimme: Andre Ware

Mr. Hepper ist der Musiklehrer von Carl und Hoodsey. Wegen seines Unterrichtsfachs und seines lockeren Stils ist er einer der Favoriten der beiden Jungs. Nach dem Tod von Mrs. Gordon übernahm Hepper auch ihren Unterricht. Nach der Schule spielt er in einem Jazz-Trio.

### Mr. Celia
Englische Original-Synchronstimme: Lewis Arquette

Mr Celia ist Lehrer für naturwissenschaftliche Fächer an der Lucky Jr High und unterrichtet Chemie und Biologie. Er ist nach Ms. Zorski Ginger's zweitliebster Lehrer. Mit Ginger hat er eine der wenigen Schüler, die seinen hohen Anforderungen gerecht werden, weswegen sie auch ein Liebling von ihm ist. Celia hat einen ständigen Kampf mit der Schulbehörde über die Finanzierung.
- Lewis Arquette starb am 10. Februar 2001 im Alter von 65 Jahren an einem Herzinfarkt.[2] Die Folge Verwirrte Verehrer wurde ihm gewidmet.

## Mitschüler

### Ian Richton
Englische Original-Synchronstimme: Adam Wylie

Ian Richton ist der Fußballstar der Schule und ein großer Frauenschwarm; Aber er ist dumm. Er ist der perfekte Mann in den Augen von Ginger und Miranda. In Schöne Chemie ist er beauftragt, während des Chemieunterrichts mit Ginger zu arbeiten, lässt sie aber die ganze Arbeit machen. Ginger missversteht seine Begeisterung für etwas anderes und es braucht einen Weckruf von Darren, dass sie bemerkt, dass Ian sie lediglich ausnutzt, aber am Ende erkennt Ian seine Fehler und schenkt Ginger seine Jacke. Es wurde auch bekannt, dass Ian von seinem alleinerziehenden Vater aufgezogen wurde. Nachdem Synchronsprecher Adam Wylie am Ende der ersten Staffel die Besetzung verlassen hatte und Ginger über Ian in „Ferien im Camp Caprice“ hinwegkam, hatte er keine Sprechrollen mehr. Dennoch kann Ian oft auf dem Schulgelände gesehen werden und geht sogar mit Ginger zur High School.

### Mipsy Mipson
Englische Original-Synchronstimme: Sandy Fox

Das wahrscheinlich drittbeliebteste Girl bei Lucky Jr. High ist Melissa „Mipsy“ Mipson. Sie scheint Miranda am nächsten zu sein und teilt ihren Hass für Ginger. Sie hilft Miranda, einen Streich auf Ginger in „Sleep on It“ zu spielen, damit Ginger ihren Schlafsack nass macht. In Familie Foutley on Ice bezahlt sie ihren Onkel, um Ginger als neue Schülerin für eine Schreibakademie zu akzeptieren und überzeugt ihre Cousine, ebenfalls eine Mipson, eine andere Gestalt anzunehmen (Thea, deren richtiger Name Mitzy ist) und Ginger zu überzeugen, für immer zu bleiben. Als Ginger zu „Lucky Jr. High“ in Ein böses Spiel zurückkehrt, bringen Mipsy und Miranda, Dodie und Macie dazu, ihnen zu helfen, Darren und Ginger zum Bruch zu führen.
Über Mipsy ist nicht viel bekannt. Es wurde vermutet, dass sie aus einer wohlhabenden jüdischen Familie stammt und dass, wenn Ginger Courtney zu nahe käme, Mipsy am ehesten auf der Beliebtheitsskala liegen würde.

### Chet Zipper
Englische Original-Synchronstimme: Hope Levy

Chet Zipper, 14 Jahre alt, ist unter den Schülern bei Lucky Jr. High einer unter vielen. Obwohl Courtney weiß, wer er ist, bringt ihm sein Status als Schulsprecher nicht viel Popularität ein. Er spricht in einer dumpfen monotonen Stimme und setzt Wörter wie „äh“, „wie“ und „äh“ zwischen jedes Wort. Er ist ein besonderes Liebesinteresse von Dodie gewesen. In Verwirrte Verehrer werden sie beim Schultanz zusammen tanzen gesehen. Im Serienfinale werden Chet und Dodie als Ehepaar mit eigener Tochter gezeigt.

### Linda
Englische Original-Synchronstimme: Olivia Hack and Hope Levy

Linda ist die Fluraufsicht der Schule. Wie in Das Geburtstagsgeschenk gezeigt, ist sie mit Courtney per „Du“ und Courtney, die einzige Schülerin, die Linda wahrscheinlich ohne einen Flurpass durch die Flure streifen lassen würde.

### Jean-Pierre
Englische Original-Synchronstimme: Laraine Newman

Der Austauschschüler Jean-Pierre könnte jedes Mädchen bei Lucky Jr. High bekommen. In Verkuppeln für Anfänger wettet Courtney, dass sie ihn dazu bringen kann, Ginger auf dem Sessellift auf dem Schulausflug zu küssen, was Miranda für unmöglich hält. In „Bye, Bye Mrs. Gordon!“ hat er Interesse an einer neu überarbeiteten Hope, aber zuvor in „Freitag, der 13.“ werden er und Hope in einer liebevollen Umarmung gezeigt.

### Laetitia Bowers
Englische Original-Synchronstimme: Cara DeLizia

Laetitia Bowers hatte ihren ersten Auftritt in „Die Neue“. Sie hatte eine etwas gotische Ausstrahlung und trug einen falschen Schädel herum. Ihr Vater ist ein Bestatter. Gerüchte begannen zu schwärmen, dass der Grund, warum sie nach Winslow County/Sheltered Shrubs gezogen waren, darin lag, dass Mr. Bowers versehentlich jemanden einbalsamierte, der noch nicht tot war. Ginger, Dodie und Macie versuchen, ihr zu helfen, ihren Platz in der Schule zu finden, aber es stellt sich heraus, dass es bei ihnen ist. In späteren Episoden ist sie im Hintergrund zu sehen.

## Sonstige

### Orion
Englische Original-Synchronstimme: Justin Cowden

Nach Gingers emotionalem Liebeskummer mit Darren fand Ginger in Orion Trost. Die beiden teilen eine Freund-Freundin-ähnliche Beziehung, aber Ginger sagt, dass sie keinen Freund will. Er ist der Schlagzeuger der Band, zu der Ginger gehört. In Das größte Glück auf Erden haben die beiden Schwierigkeiten, Gingers neue Neugier auf Darren hinter sich zu lassen, aber Ginger kommt schnell darüber hinweg.

### Simone
Englische Original-Synchronstimme: Erica Luttrell

Als Darren fühlte, dass seine Beziehung zu Ginger nicht frisch war, betrog er sie mit der Cheerleaderin Simone. Darren und Ginger trennen sich und Simone und Darren bleiben zusammen. In „Das größte Glück auf Erden“ scheint Darren an Ginger zu hängen. Simone wendet sich an Miranda um Rat, da Miranda eine Expertin sowohl für Ginger als auch für Darren ist. Miranda inspiriert sie, ihren Mann zu holen.

### Sasha
Englische Original-Synchronstimme: J. Evan Bonifant

Ginger traf Sasha im Camp Caprice. Die beiden entwickelten sich gegenseitig, aber als Sasha hörte, wie Courtney über Ginger und Ian sprach, wurde er eifersüchtig und fühlte sich betrogen. Als Ginger das Camp verlässt, stehen sie und Sasha jedoch gut miteinander aus. In Solo für Ginger geht die Schulband zu Sashas Schule in Heathered Hills, um dort aufzutreten. Ginger nutzt diese Gelegenheit, um Sasha wiederzusehen, ist aber erdrückt, als sie herausfindet, dass er wieder mit seiner früheren Freundin zusammen ist. Dann, im nächsten Sommer, in Wetterleuchten kehrt Ginger ins Camp zurück. Sie stellt sich vor, sie sieht Sasha und fühlt sich schlecht, dass sie sich um ihn kümmert, anstatt an ihren Freund Darren zu denken. Als er eine Nachricht an Ginger sendet und sie bittet, ihn am Strand zu treffen, tut sie es. Aber es stellt sich heraus, dass er nur „Hey“ sagen wollte, aber kein Date wollte. Ginger wird klar, dass sie Sasha nicht als fest Freund will, sondern sie wollte die Gefühle wieder bekommen, die sie hatte, als sie ihn kennenlernte.

### Hope Rogers
Englische Original-Synchronstimme: Jane Wiedlin

Hope (englisch für Hoffnung) Rogers ist eine Klassenkameradin von Ginger. Sie erschien zunächst als Hintergrundfigur in der Serie. In der Episode „Bye, Bye Mrs Gordon!“ fanden Ginger, Dodie und Macie sie im Waschraum der Mädchen weinen, nachdem Courtney sie „Faith“ (englisch für Glauben) genannt hatte, als sie und ihre enge Gruppe sie brüskierten. Sie beschlossen, ihr zu helfen, aus ihrer Schale zu kommen, und gaben ihr eine Liste mit Tipps. Dies führte jedoch dazu, dass sie versehentlich ein Monster kreierten, da Hope mehr oder weniger eine andere Version von Courtney wurde. Über Nacht blühte die Popularität von Hope und sie wurde ein Hit mit den coolen Mädchen. Courtney wurde aus der Clique ausgeschlossen und Hope nahm ihre Position als beliebteste Schulmädchen an sich. Nach einigen gescheiterten Versuchen, sich von Hope zu befreien, und einem hitzigen Kampf, kommt es ans Licht, dass Hope Courtney als Modell für ihr neues Aussehen benutzte und Courtney schmeichelte. Sie schließt sich Courtneys engstem Kreis an.

### The Popular Girls
The Popular Girls (englisch für Die beliebten Mädchen) oder The A-List (englisch für Die A-Liste, sinngemäß die Elite-Liste), wie Dodie sie einst nannte, sind eine Clique von Klassenkameraden, die als Courtney's Gefolge agieren. Obwohl die Mitglieder nicht immer zusammen gesehen werden, sind sie offiziell Missy, Mindy, Traci, Stacey, Casey, Donna, Diva, Dina, Heather, Lonnie und Hope. Abgesehen von Miranda, Mipsy und Hope haben die Mädchen der Clique selten Anteil an der Handlung der Show und haben selten einen Dialog. Obwohl Courtney ihr Anführer ist, wird gezeigt, dass sie keine wirklichen Freunde sind, da sie Courtney gerne anklopfen würden, wenn ihr sozialer Status nachlässt. In der Episode „Bye, Bye Mrs Gordon!“, warfen sie Courtney aus ihrer Gruppe ohne einen Gedanken nach Hope Rogers wurde populärer. Sie scheinen jedoch mit Ginger befreundet zu sein, können aber Dodie oder Macie anscheinend nicht tolerieren. In der Folge „Joans zweiter Frühling“ änderte sich Dodies Haltung gegenüber den beliebten Mädchen, nachdem sie verletzende Bemerkungen über ihre Mutter gemacht hatten, und sie erkannte, wie oberflächlich sie waren. Als Dodie die Highschool besucht, konzentriert sie sich darauf, den Aufklärungskampf zu machen.

### Noelle Sussman
Deutsche Synchronstimme: Angela Quast; Englische Original-Synchronstimme: Emily Kapnek

Noelle Sussman ist immer ein Mitglied von Carls Klasse und verfügt über Telekinese-Kräfte, d. h. sie kann Dinge mit ihrem Verstand bewegen. In „Das Zauberpulver“ dachte Carl, dass niemand sie vermissen würde, wenn er sie benutzte, um sein Unsichtbarkeits-Puder zu prüfen. Es stellt sich heraus, dass er sie vermisst hat. Zum Glück kam sie nur in eine Grundschule in der Stadt. In Ein böses Spiel verlor sie Carl in einer Wette auf Polly Shuster, ein Mädchen, das von Vögeln besessen ist. Ein ganzes Wochenende lang musste Carl sich wie ein Vogel verkleiden und Parrot World mit ihr spielen. Blake machte Fotos von Carl, der dieses Spiel mit Polly wirklich genossen hatte und zeigte sie Noelle in „Joans zweiter Frühling“. Die zwei sprechen nicht mehr miteinander bis Das größte Glück auf Erden.
Noelle küsste Hoodsey auch in der Episode „Familie Foutley on Ice“. Sie versuchten, Hoodsey männlicher zu machen, damit er sich als Erwachsener für einen Wettbewerb ausgibt, dem sie beitreten würden. Dies verursachte große Eifersucht auf Carls Seite, nachdem er den Kuss gesehen hatte, ohne zu wissen, dass es rein experimentell war.

### Chantel and Andrea
Deutsche Synchronstimmen:[[]]; Englische Original-Synchronstimmen: Kimberly Brooks und Jamie Maria Cronin

Als Macie und Courtney einen High-School-Französischkurs belegten, war Macie bereit, eine Poolparty zu schmeißen. Zwei Mädchen in dieser Klasse, Chantel und Andrea, wollen ihren neuen Klassenkameraden Courtney zum Narren halten. Zum Glück erfährt Macie von ihrem Plan, Courtney zu bikutzen und sie, Ginger, Dodie und Darren sind in der Lage, sie aufzuhalten.

### Maude †
Englische Original-Synchronstimme: Carol Kane

In der zweiten Episode Carl und Maude, als Ginger, Dodie und Macie Sozialstunden in einem Seniorenheim abarbeiten müssen, nehmen sie Carl dorthin mit und er verliebt sich in einen älteren Witzbold namens Maude. Maude und Carl ziehen viele Streiche zusammen und Carl entscheidet, sie zum Abendessen einzuladen und ihr dort einen Heiratsantrag zu machen. Maude stirbt jedoch während des Abendessens.
Maude erscheint wieder als Geist in der Folge „Die Hexenjagd“.